# Mirto (esposa de Sòcrates)
Mirto (grec antic: Μυρτώ; fl. segle v aC) va ser, segons algunes fonts, una de les esposes de Sòcrates.
La font d'aquesta afirmació és una obra d'Aristòtil anomenada Sobre un bon naixement, si bé Plutarc expressa dubtes sobre l'autenticitat de l'obra. Sembla filla o, encara més probablement, neta Aristides d'Atenes.Tot i que Diògenes Laerci descriu Mirto com la segona esposa de Sòcrates, vivint amb Xantipa, Mirto degué formar part d'un matrimoni de dret consuetudinari, i Plutarc afirma que Mirto simplement convivia «amb el savi Sòcrates, que tenia una altra muller, si bé aquesta la prengué com a segona esposa a causa de la seua viduïtat i pobresa, que li impedien satisfer les necessitats bàsiques de la vida». Ateneu i Diògenes Laerci diuen que Jerònim de Rodes intentà confirmar aquesta història tot basant-se en un decret temporal que els atenesos havien aprovat:
| «                        | Diuen que, com que els atenesos freturaven d'habitants i volien incrementar la població, aprovaren un decret en què un ciutadà podia casar-se amb una dona atenesa i tenir fills amb una altra; la qual cosa Sòcrates va fer. | » |
| — Diògenes Laerci, II 26 | |   |

Ni Plató ni Xenofont esmenten Mirto i ningú en l'Edat Antiga creia en aquesta història; d'acord amb Ateneu, Paneci de Rodes «refutava els qui parlassen sobre les dues esposes de Sòcrates».